# Провадия (вилает Одрин)
 Тази статия е за селото в Турция.  За града в България вижте Провадия.  
Провадия или Синанкьой (на турски: Provadi, Sinanköy) е село в община Лахна (Лалапаша), област Одрин, Турция. То е едно от многобройните села в Одринска Тракия населено от българоезични мюсюлмани. Тук е било античното и средновековно селище-крепост Проват (Проватон) при Одрин споменавано нееднократно в историческите летописи.

## География
Село Провадия се намира на разстояние 19 километра североизточно от областния център Одрин и на 4 километра от общинския център Лахна (Лалапаша).

## История
В региона на Провадия са открити тунели от неолитната епоха и следи от едни от най-старите поселения в региона на Източна Тракия. В античността районът е централната част на Одриското царство на траките. 
Край селото са руините на крепостта Проват, включена в пределите на българската държава след превземането ѝ от Крум в 813 г.
В XIX век Провадия е българско село в Одринска кааза на Одринския вилает на Османската империя. Според „Етнография на вилаетите Адрианопол, Монастир и Салоника“, издадена в Константинопол в 1878 година и отразяваща статистиката на населението от 1873 година, Провади (Provadi) има 56 домакинства и 248 българи.
До Балканската война в 1912 година Провадия е смесено турско-християнско село, като християните са предимно българи и няколко къщи псевдогърци.
Според статистиката на професор Любомир Милетич в 1912 година в селото живеят 51 български екзархийски семейства или 234 души. След Геноцида над тракийските българи в 1913 г. християнският му характер е ликвидиран и тук са настанени помаци преселили се след войните в периода 1877-1913 г. от териториите на днешни България и Гърция. В 1954 г. селото е преименувано на Синанкьой.

## Население
През 1997 година селото има 685 жители, през 2000 – 720, а през 2007 – 686.

## Личности
Родени в Провадия
- Димитър Провадиеца (1875 - ?), участник в Илинденско-Преображенското въстание в Одринско с четата на Кръстьо Българията[9]

Починали в Провадия
- Иван Ширяев Андреев, български военен деец, капитан, загинал през Балканската война[10]